# 馬隆山
77°52′S 85°36′W / 77.867°S 85.600°W
馬隆山是南極洲的山峰，位於埃爾斯沃思地，處於巴登山以東15公里，海拔高度2,460米，美國地質調查局根據測量和該國海軍的空中照片繪入地圖，現時由南極條約體系管理。